# 수중 조깅
수중 조깅 또는 아쿠아 조깅 (Aquajogging)은 수술 전후의 환자들에게 적합한 운동 방법으로 미국에서 시작된 것이다. 수중 조깅은 연로한 사람이나 과체 중인 사람에게 매우 좋은 운동으로 밝혀졌는데, 이는 근육에 무리가 가지 않으면서 수중 저항의 효과를 볼 수 있기 때문이다. 이 운동을 하면 근육통이나 피로 골절, 뼈마디가 쑤시는 증상 등을 막을 수 있다. 
수중 조깅을 하려면 수영복과 수중 조깅용 벨트만 있으면 된다. 벨트는 사람이 물 속에서 직립하여 몸을 바르게 지탱할 수 있도록 도와 준다. 특수 제작된 장갑이나 신발을 사용하면 더 좋은 효과를 볼 수도 있다. 최근에는 부상당한 축구 선수들의 재활 훈련에도 이 운동 요법이 이용되고 있다.